# 詹姆士·雷迪
詹姆士·雷迪（英語：James Ready），小名吉姆（Jim），美國軟體工程師與企業家，MontaVista公司的創辦者與首席技術長。他是即時嵌入式作業系統的先驅人物，在Linux自由軟體社區中享有盛名。

## 生平
1971年，在伊利诺伊大学厄巴纳-香槟分校取得BA學位。1976年，在柏克萊加州大學取得MA學位。
1980年，與科林·杭特（Colin Hunter）創辦杭特與雷迪公司（Hunter & Ready），設計出多工即時執行系統（VRTX）。1986年與CardTools公司合併後，改名為雷迪系統（Ready System）。
雷迪系統在1993年被Microtec Research併購，於1994年公開上市，於1995年又被明導國際（Mentor Graphics）併購。雷迪在此期間，擔任Microtec與明導國際的首席技術長。在1999年，他離職，創辦了MontaVista。